# Кресент Бич (Флорида)
Кресент Бич (енгл. Crescent Beach) насељено је место без административног статуса у америчкој савезној држави Флорида.

## Демографија
По попису из 2010. године број становника је 931, што је 54 (-5,5%) становника мање него 2000. године.
| Група             | 2000.       | 2010.       |
| Белци             | 951 (96,5%) | 890 (95,6%) |
| Афроамериканци    | 1 (0,1%)    | 4 (0,4%)    |
| Азијати           | 4 (0,4%)    | 8 (0,9%)    |
| Хиспаноамериканци | 8 (0,8%)    | 22 (2,4%)   |
| Укупно            | 985         | 931         |